# Total War Saga: Troy
Total War Saga: Troy est un jeu vidéo de stratégie au tour par tour et de tactique en temps réel développé par Creative Assembly Sofia (en), sorti le 13 août 2020 sur l'Epic Games Store en exclusivité d'un an sur cette plate-forme. Il était possible de récupérer le jeu gratuitement le jour de sa sortie. Il est disponible sur Steam depuis le 2 Septembre 2021. Son système de jeu est le même que celui de la série Total War, dont il est un spin-off.

## Scénario
Troy met en scène la célèbre Guerre de Troie, avec le siège de la ville éponyme en tant que "boss final". L'ensemble de la mer Égée sera disponible, il sera donc possible de refaire l'Histoire à sa manière.

## Système de jeu
À l'image de Three Kingdoms, cet opus reprendra le système de duels entre héros, afin notamment de coller aux récits épiques tels que dépeints par Homère. Il a également été précisé que Troy aura un parti pris réaliste, à l'inverse des œuvres littéraires de l'époque. Ainsi, le Minotaure sera ici un humain normal bien que musclé, grimé en bête sauvage.
L'une des principales nouveautés de cet opus est de proposer un système de développement d'empire basé sur la gestion de multiples ressources là ou auparavant seul l'or (et la nourriture dans une moindre mesure) comptait.

### Factions
Huit héros (tous issus de l'Iliade) seront disponibles au lancement du jeu, et d'autres seront ajoutées via des DLC plus tard. Chacun possède des capacités particulières permettant une certaine rejouabilité.
| Faction  | Héros mythiques | Peuples              |
| -------- | --------------- | -------------------- |
| Phthie   | Achille         | Achéens              |
| Mycènes  | Agamemnon       | Achéens              |
| Ithaque  | Ulysse          | Achéens              |
| Sparte   | Ménélas         | Achéens              |
| Troie    | Hector          | Pélasges             |
| Troie    | Pâris           | Pélasges             |
| Dardanie | Énée            | Pélasges             |
| Lycie    | Sarpédon        | Lélèges              |
| Amazones | Hippolyte       | Amazones sédentaires |
| Amazones | Penthésilée     | Amazones de la Horde |
| Salamine | Ajax            | Achéens              |
| Argos    | Diomède         | Achéens              |

## Extensions
| Nom             | Date de sortie | Description                                                                                       |
| --------------- | -------------- | ------------------------------------------------------------------------------------------------- |
| Amazons         | Septembre 2020 | Ajoute la faction des Amazones avec Hippolyte & Penthésilée comme nouvelles héroïnes.             |
| Blood & Glory   | Octobre 2020   | Ajoute des effets sanglants et violents sur le champ de bataille.                                 |
| Ajax & Diomedes | Janvier 2021   | Ajoute les factions de Salamine et Argos avec respectivement Ajax & Diomède comme nouveaux héros. |
| Rhesus & Memnon | décembre 2021  | Ajoute les factions Thrace et Ethiopie avec respectivement Rhesus et Memnon comme nouveaux héros  |

| Nom                   | Date de sortie | Description                                                                         |
| --------------------- | -------------- | ----------------------------------------------------------------------------------- |
| Artemis Religion Pack | Octobre 2020   | Ajoute le mode photo et la nouvelle déesse Artémis et ses mécaniques de religion.   |
| Hephaestus Pack       | Janvier 2021   | Ajoute Héphaïstos, dieu des forges et des volcans, avec ses mécaniques de gameplay. |

## Accueil
Le jour de sa sortie A Total War Saga : Troy a été téléchargé plus de 7,5 millions de fois sur l'Epic Games Store 